# Торбинський Дмитро Євгенович
Дмитро Євгенович Торби́нський (рос. Дмитрий Евгеньевич Торби́нский; нар. 28 квітня 1984, м. Норильськ, РРФСР) — російський футболіст, гравець московського «Локомотива» і збірної Росії. Півзахисник-універсал, може зіграти як у центрі, так і на обох флангах. Заслужений майстер спорту Росії (2008).

## Біографія

### Клубна кар'єра

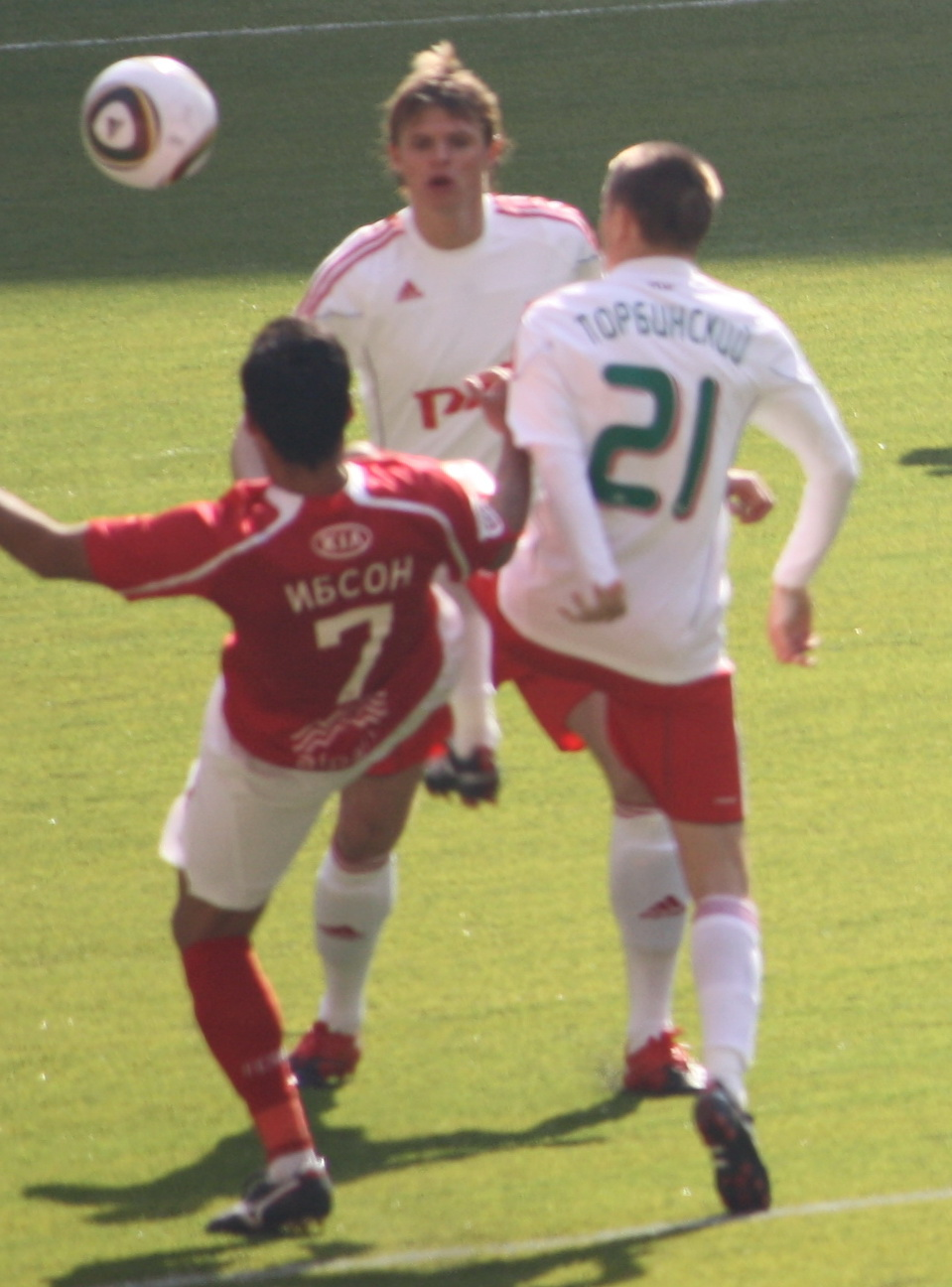
Дмитро Торбінський в боротьбі з гравцем московського «Спартака» Ібсоном

Займався міні-футболом в рідному Норильську, але в 12 років переїхав до Москви і зміг пройти відбір до школи московського «Спартака», віддавши перевагу великим футболом. Потім Дмитро потрапив у дубль червоно-білих, а в 2002 році дебютував в основі, причому як в чемпіонаті Росії (6 жовтня), так і в Лізі чемпіонів. У 2003 році, ближче до кінця сезону, Торбінський став повноправним гравцем основи, однак важка травма не дозволила йому розвинути успіх в сезоні-2004.
2005 Торбінський почав у челябінському «Спартаку», куди був відданий в оренду. Другу половину сезону Дмитро знову провів у дублі московського «Спартака». У 2006 році подорослішав і відновився від колишніх травм Торбінський намагається повернутися в основний склад «Спартака». Після завершення терміну контракту Торбінський відмовився укладати нову угоду зі «Спартаком», посилаючись на незадовільні фінансові умови, запропоновані клубом.
9 січня 2008 Торбінський уклав контракт з московським «Локомотивом» як вільний агент. Влітку 2010 року Торбінського цікавилася іспанська «Сарагоса», але у березні 2011 року він продовжив контракт з «Локомотивом» до кінця 2013 року. 

### Виступи у збірній
24 березня 2007 в Таллінні, в матчі проти збірної Естонії, дебютував за першу збірну Росії.
21 червня 2008 на чемпіонаті Європи в матчі плей-офф проти збірної Нідерландів забив переможний гол, який дозволив збірній Росії вперше в історії вийти в півфінал чемпіонату Європи. Проте в самому півфіналі проти збірної Іспанії Дмитро не грав через дискваліфікацію (жовта картка в грі проти голландців виявилася другою на турнірі для нього).

## Статистика виступів
| Клуб                 | Сезон     | Чемпіонат | Чемпіонат | Кубок | Кубок | Контент. турнір | Контент. турнір |
| Клуб                 | Сезон     | Ігри      | Голи      | Ігри  | Голи  | Ігри            | Голи            |
| -------------------- | --------- | --------- | --------- | ----- | ----- | --------------- | --------------- |
| Спартак (Москва)     | 2002      | 2         | 0         | 0     | 1     | 0               |                 |
| Спартак (Москва)     | 2003      | 3         | 0         | 6     | 0     | 2               | 0               |
| Спартак (Москва)     | 2004      | 0         | 0         | 1     | 0     | 0               | 0               |
| Спартак (Челябінськ) | 2005      | 24        | 4         | 1     | 0     | -               | -               |
| Спартак (Москва)     | 2006      | 13        | 0         | 7     | 0     | 3               | 0               |
| Спартак (Москва)     | 2007      | 24        | 3         | 1     | 1     | 4               | 0               |
| Локомотив (Москва)   | 2008      | 20        | 3         | 1     | 0     | -               | -               |
| Локомотив (Москва)   | 2009      | 17        | 1         | 1     | 0     | -               | -               |
| Локомотив (Москва)   | 2010      | 17        | 0         | 0     | 0     | 2               | 0               |
| Локомотив (Москва)   | 2011/2012 | 23        | 1         | 1     | 0     | 3               | 0               |

## Досягнення
Командні трофеї
- Срібний призер чемпіонату Росії (2): 2006, 2007
- Володар Кубка Росії: 2002-03
- Бронзовий призер Чемпіонату Європи (2008)

Особисті здобутки
- У списках «33 найкращих футболістів чемпіонату Росії» (6): № 3 (2007)

## Сім'я
29 листопада 2008 Торбінський одружився. Дружину звуть Євгенія. 8 липня 2009 у них народився син Артем. З 2009 року проживає в Баковці в будинку, який купив у колишнього воротаря «Локомотива» Сергія Овчинникова. У будинку проходили зйомки однієї з передач «Школа ремонту», що виходить на каналі ТНТ.